# Rise Up (album Anthony’ego B)
Rise Up – dwudziesty drugi album studyjny Anthony’ego B, jamajskiego wykonawcy muzyki reggae i dancehall.
Płyta została wydana 21 stycznia 2009 roku przez londyńską wytwórnię Greensleeves Records. Produkcją nagrań zajął się Fabrice "Frenchie" Allègre.
28 marca 2009 roku album osiągnął 13. miejsce w cotygodniowym zestawieniu najlepszych albumów reggae magazynu Billboard (było to jego jedyne notowanie na liście).

## Lista utworów
1. "Rise Up"
2. "Better Hafi Come" feat. Chezidek
3. "Nothing But The Highest"
4. "Iley, Iley, Iley, Iley Selassie I"
5. "Stop Fight Reggae"
6. "Where Is The Black Man Rights?"
7. "Enter The Kingdom Of Zion" feat. Horace Andy
8. "On The Spot Herb Shop"
9. "Rise Again"
10. "The Place Too Red"
11. "Give Thanks For Life"
12. "Be Wise" feat. Lukie D
13. "Jah Jah Only"
14. "Weeping Willow"

## Muzycy
- Dalton Brownie - gitara
- Lloyd "Gitsy" Willis - gitara
- Robbie Shakespeare - gitara basowa
- Leroy "Mafia" Heywood - gitara basowa
- David "Fluxy" Heywood - perkusja
- Sly Dunbar - perkusja
- Robert Lynn - keyboard
- Steven "Lenky" Marsden - keyboard
- Christopher "Longman" Birch - keyboard
- Keisha Patterson - chórki